# Капу Корбулуј (Харгита)
Капу Корбулуј (рум. Capu Corbului) насеље је у Румунији у округу Харгита у општини Корбу. Oпштина се налази на надморској висини од 723 m.

## Становништво
Према подацима из 2002. године у насељу је живело 557 становника.

### Попис2002.
| Расподела становништва по националности 2002.‍ | Расподела становништва по националности 2002.‍ | Расподела становништва по националности 2002.‍ | Расподела становништва по националности 2002.‍ | Расподела становништва по националности 2002.‍ |
| --------------------------------------------- | --------------------------------------------- | --------------------------------------------- | --------------------------------------------- | --------------------------------------------- |
|                                               |                                               |                                               |                                               |                                               |
| Румуни                                        | Румуни                                        |                                               | 502                                           | 90,1%                                         |
| Мађари                                        | Мађари                                        |                                               | 55                                            | 9,9%                                          |